# Temporada da WTA de 1997
O WTA Tour de 1997 foi a turnê de elite do tênis feminino profissional organizado pela Women's Tennis Association (WTA) para a temporada de 1997.
O WTA Tour de 1997 incluiu os quatro torneios Grand Slam, o WTA Championships e os eventos WTA Tier I, Tier II, Tier III e Tier IV. Os torneios da ITF não faziam parte do WTA Tour, embora atribuíssem pontos para o WTA World Ranking.

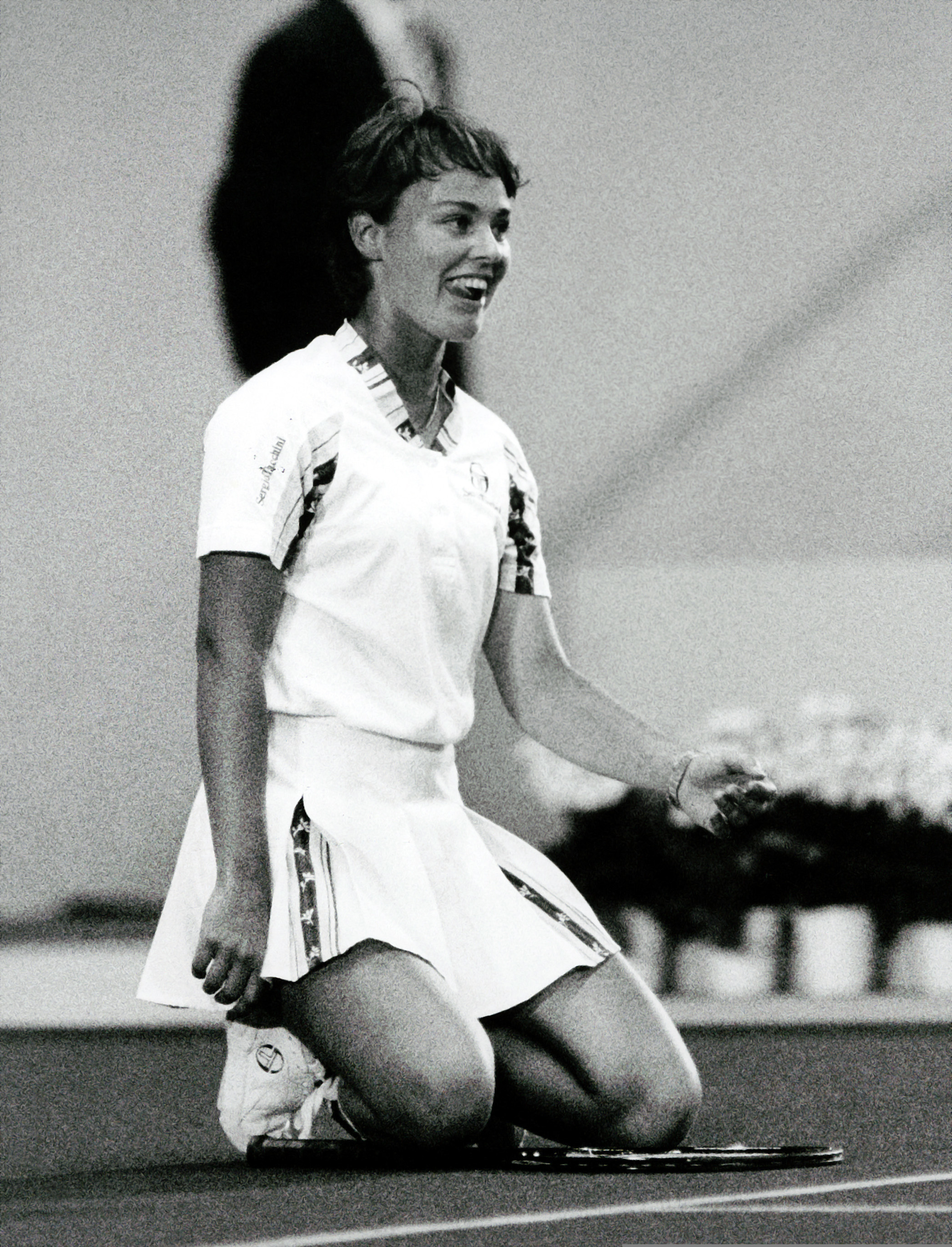
Martina Hingis ganhou 12 títulos na temporada.

## Ranking de final de ano
Lista das 20 primeiras do ranking de final de ano da WTA de 1997 em competições de simples e duplas:
| Ranking de simples de final de ano | Ranking de simples de final de ano | Ranking de simples de final de ano | Ranking de simples de final de ano | Ranking de simples de final de ano |
| ---------------------------------- | ---------------------------------- | ---------------------------------- | ---------------------------------- | ---------------------------------- |
| Nº                                 | Jogadora                           | Pontos                             | 1996                               | F                                  |
| 1                                  | Martina Hingis (SUI)               | 6,264                              | 6                                  | +5                                 |
| 2                                  | Jana Novotná (CZE)                 | 3,754                              | 5                                  | +3                                 |
| 3                                  | Lindsay Davenport (USA)            | 3,696                              | 9                                  | +6                                 |
| 4                                  | Amanda Coetzer (RSA)               | 3,360                              | 14                                 | +10                                |
| 5                                  | Monica Seles (USA)                 | 2,988                              | 2                                  | -3                                 |
| 6                                  | Iva Majoli (CRO)                   | 2,874                              | 8                                  | +2                                 |
| 7                                  | Mary Pierce (FRA)                  | 2,861                              | 24                                 | +17                                |
| 8                                  | Irina Spîrlea (ROU)                | 2,577                              | 10                                 | +2                                 |
| 9                                  | Arantxa Sánchez Vicario (ESP)      | 2,361                              | 3                                  | -6                                 |
| 10                                 | Mary Joe Fernandez (USA)           | 2,114                              | 32                                 | +19                                |
| 11                                 | Nathalie Tauziat (FRA)             | 2,003                              | 16                                 | +5                                 |
| 12                                 | Conchita Martínez (ESP)            | 1988                               | 4                                  | -8                                 |
| 13                                 | Sandrine Testud (FRA)              | 1,841                              | 41                                 | +28                                |
| 14                                 | Anke Huber (GER)                   | 1,829                              | 7                                  | -7                                 |
| 15                                 | Brenda Schultz-McCarthy (NED)      | 1,543                              | 12                                 | -3                                 |
| 16                                 | Sabine Appelmans (BEL)             | 1,502                              | 21                                 | +5                                 |
| 17                                 | Lisa Raymond (USA)                 | 1,437                              | 27                                 | +10                                |
| 18                                 | Dominique Van Roost (BEL)          | 1,394                              | 48                                 | +30                                |
| 19                                 | Ruxandra Dragomir (ROM)            | 1,333                              | 25                                 | +6                                 |
| 20                                 | Ai Sugiyama (JPN)                  | 1,252                              | 28                                 | +8                                 |

| Ranking de duplas de final de ano | Ranking de duplas de final de ano | Ranking de duplas de final de ano | Ranking de duplas de final de ano | Ranking de duplas de final de ano |
| --------------------------------- | --------------------------------- | --------------------------------- | --------------------------------- | --------------------------------- |
| Nº                                | Jogadora                          | Pontos                            | 1996                              | F                                 |
| 1                                 | Natasha Zvereva (BLR)             | 5,435                             | 9                                 | +8                                |
| 2                                 | Lindsay Davenport (USA)           | 5,377                             | 7                                 | +5                                |
| 3                                 | Martina Hingis (SUI)              | 4,409                             | 10                                | +7                                |
| 4                                 | Gigi Fernández (USA)              | 4,175                             | 4                                 | =                                 |
| 5                                 | Arantxa Sánchez Vicario (ESP)     | 4,129                             | 1                                 | -4                                |
| 6                                 | Jana Novotná (CZE)                | 3,997                             | 3                                 | -3                                |
| 7                                 | Manon Bollegraf (NED)             | 3,982                             | 15                                | +8                                |
| 8                                 | Nicole Arendt (USA)               | 3,720                             | 11                                | +3                                |
| 9                                 | Larisa Neiland (LAT)              | 3,327                             | 2                                 | -7                                |
| 10                                | Helena Suková (CZE)               | 3,046                             | 6                                 | -4                                |
| 11                                | Caroline Vis (NED)                | 2,963                             | 19                                | +8                                |
| 12                                | Lisa Raymond (USA)                | 2,853                             | 12                                | =                                 |
| 13                                | Nathalie Tauziat (FRA)            | 2,842                             | 14                                | +1                                |
| 14                                | Alexandra Fusai (FRA)             | 2,820                             | 35                                | +21                               |
| 15                                | Yayuk Basuki (INA)                | 2,721                             | 20                                | +5                                |
| 16                                | Mary Joe Fernandez (USA)          | 2,463                             | 5                                 | -11                               |
| 17                                | Patricia Tarabini (ARG)           | 2,322                             | 30                                | +13                               |
| 18                                | Nana Miyagi (JPN)                 | 2,102                             | 29                                | +11                               |
| 19                                | Conchita Martínez (ESP)           | 1,928                             | 28                                | +9                                |
| 20                                | Naoko Kijimuta (JPN)              | 1,787                             | 46                                | +26                               |